# Giuseppe Panzi

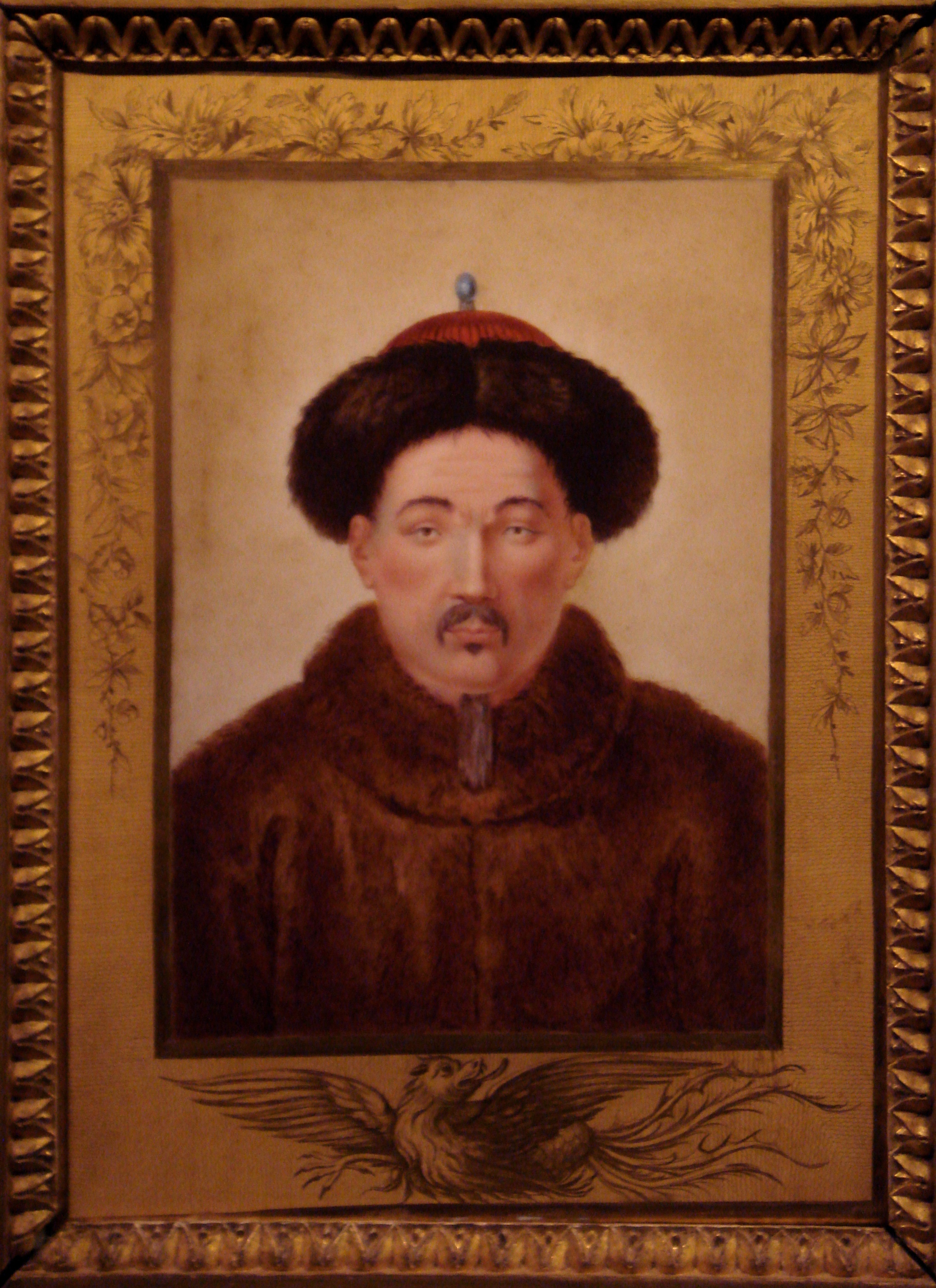
L' Empereur Qianlong, par Charles-Eloi Asselin (1743-1805) d'après Giuseppe de Panzi. Musée du Louvre.

Giuseppe de Panzi, né en 1734 et mort avant 1812, est un peintre jésuite du XVIIIe et début du XIXe siècle, qui travaille au service de l'empereur de Chine Qianlong.

## Biographie
Giuseppe Panzi naît le 2 mai 1734 à Crémone ou à Florence.
Il est le dernier des peintres occidentaux à travailler pour l'empereur Qianlong, avec le père Louis-Antoine-de-Poirot (1735-1813). Giuseppe de Panzi arrive à Pékin en 1773, où les deux peintres remplacent le père Giuseppe Castiglione et Jean-Denis Attiret